# John Campbell (1er comte Cawdor)
Pour les articles homonymes, voir John Campbell et Campbell.
John Frederick Campbell, 1er comte Cawdor (8 novembre 1790 - 7 novembre 1860) est un pair et député britannique.

## Biographie
Il est le fils de John Campbell (1er baron Cawdor) et Caroline Howard et fait ses études au Collège d'Eton et Christ Church, Oxford, où il obtient son baccalauréat en 1812. En 1827, il devient vicomte Emlyn d'Emlyn et comte Cawdor de Castlemartin dans le comté de Pembroke.
En juin 1812, il est élu membre de la Royal Society.
Il est député de Carmarthen de 1813 à 1821 et Lord Lieutenant du Carmarthenshire de 1817 à 1860. Il est décédé sur le domaine familial à Stackpole, dans le Pembrokeshire.
Il épouse Elizabeth Thynne, fille de Thomas Thynne (2e marquis de Bath) et d'Isabella Elizabeth Byng, le 5 septembre 1816. Ils ont sept enfants:
- Georgiana Campbell.
- John Campbell (2e comte Cawdor) (1817-1898).
- Emily Caroline Campbell (1819-1911), qui épouse Octavius Duncombe.
- Elizabeth Lucy Campbell (1822-1898).
- Mary Louisa Campbell (1825-1916), qui épouse George Egerton (2e comte d'Ellesmere)
- Archibald George Campbell (1827-1902).
- Henry Walter Campbell (1835-1910), militaire.